# 餅惣
株式会社餅惣（もちそう）とは、岐阜県大垣市に店舗を置く和菓子店。
1862年（文久2年）創業の老舗和菓子店である。水まんじゅうの元祖とされている。

## 歴史

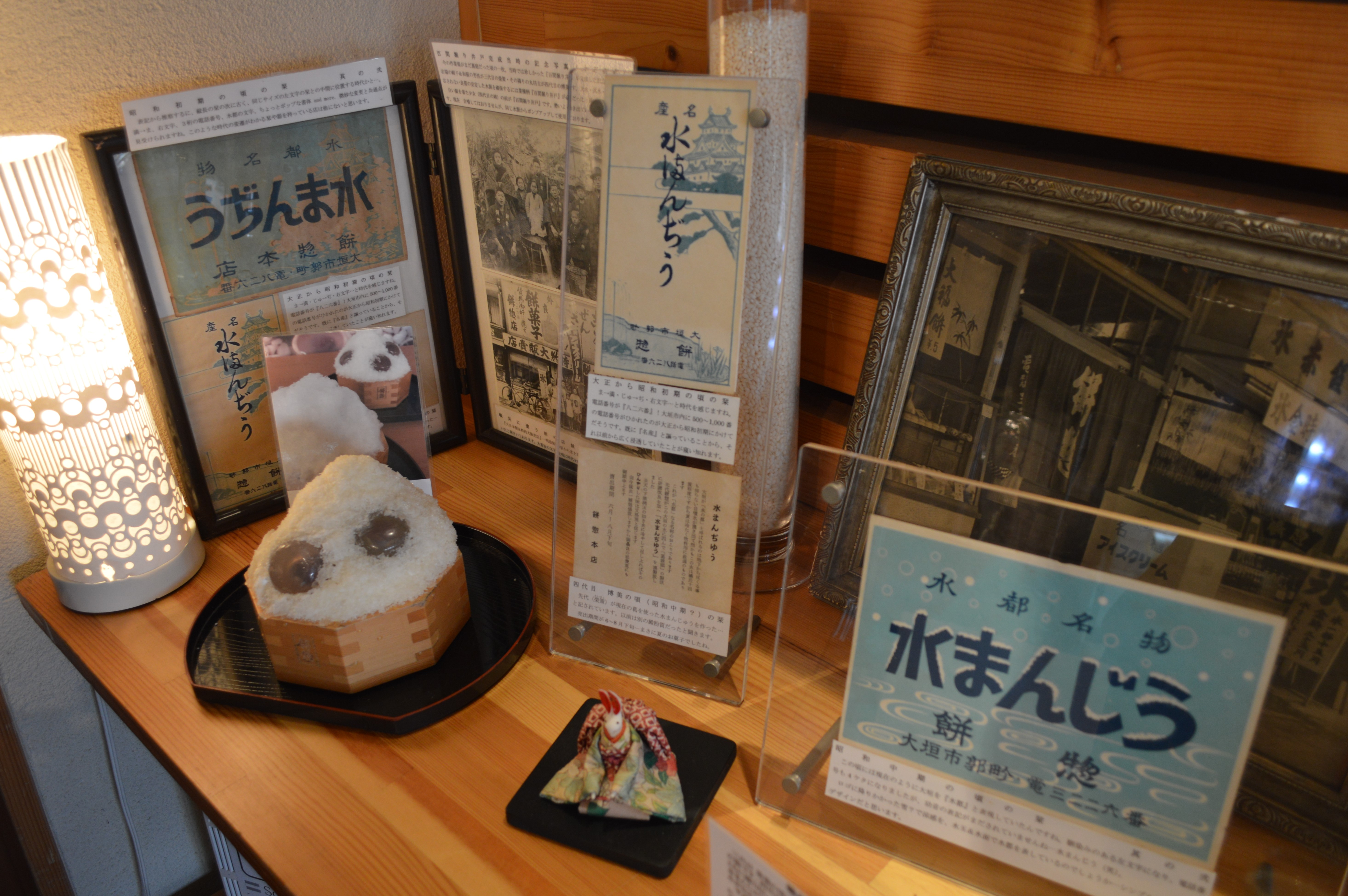
餅惣の水まんじゅうの歴史

大垣は「水の都」と言われるほど豊富で質の良い地下水に恵まれ、美濃国一の米の集積地であった。餅惣は餅屋として誕生したが、餅屋としてのみならず大垣を代表する氷問屋として広く知られている。1998年（平成10年）には第23回全国菓子大博覧会にて水まんじゅうが最高位の名誉総裁賞を受賞、2000年（平成12年）には三笠宮寬仁親王が餅惣の水まんじゅうを食した。
2018年（平成30年）には大垣市の市制100周年を記念した大垣観光協会主催の第2回「おおがき水都(スイーツ)グランプリ2018」に「水まんじゅう －ソラ－」を出品。「ソラ」は餡ではなくマスカルポーネを包み、皮は市制100周年のシンボルマークにちなんだ半分青い水まんじゅうであった。これは当時放送されていたNHK連続テレビ小説「半分、青い。」を彷彿とさせ、ファンの間で話題となった。

## 主な商品
得意客へのサービスから生まれた、水まんじゅうを八角形の枡に入れてかき氷で覆い白蜜をかけた「水まん氷」が販売されており、今では人気メニューとして定着している。
- さくらもち -結(ゆい)-
- 水まんじゅう
  - 水まん氷
- 最中とサブレ
- 笑びもち
- やわらかまめぷりん